# Мадемуазель Ланж
Мадемуазель Ланж (фр. Mademoiselle Lange повне ім'я Анна-Франсуаза-Елізабета Ланж (Anne-Françoise-Elisabeth Lange, 1772 — 1825) — французька актриса, світська дама, куртизанка, натурниця.

## Біографія

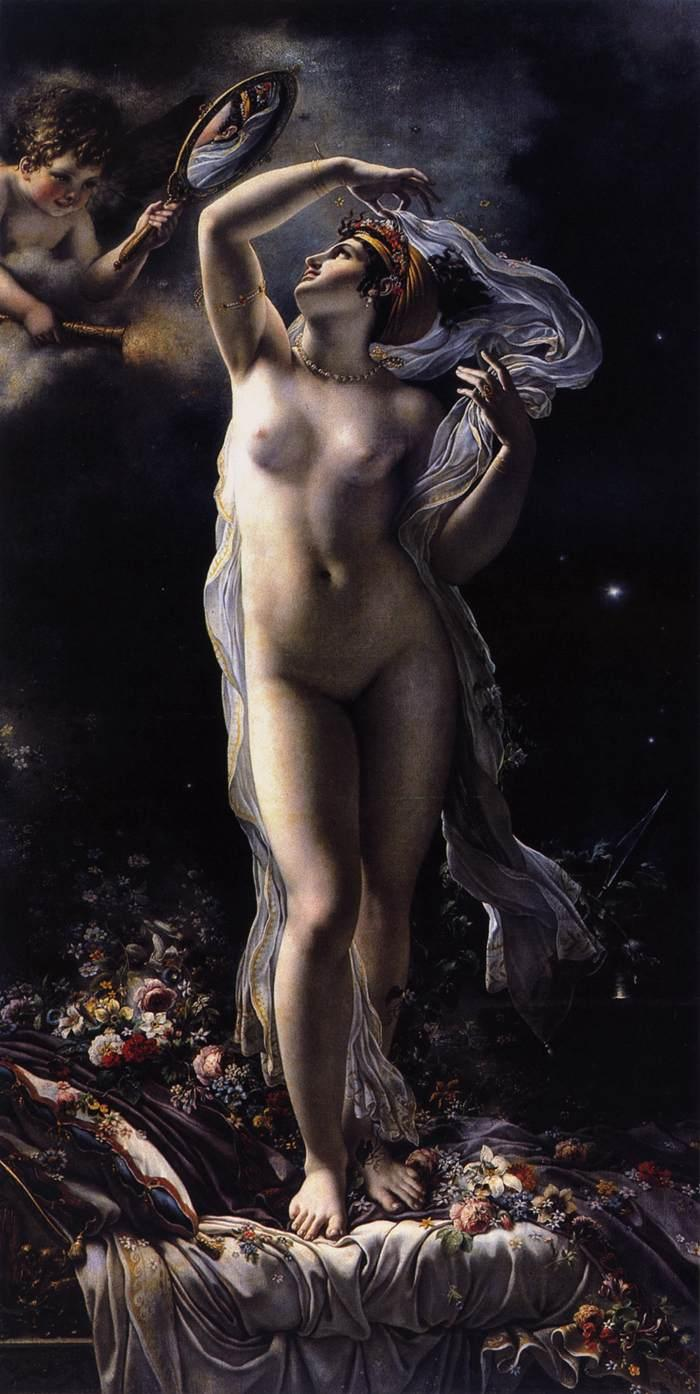
Жироде-Тріозон. Мадемуазель Ланж в образі Венери, 1798

Народилася в Генуя. Була донькою мандрівних акторів Шарля-Антуана Ланжа та Марі-Рози Пітро. Сім'я мандрувала по всій Європі. Анна-Франсуаза-Елізабета з дитинства виступала разом з батьками.
У 1787 році виступала в Турі, в 1788 році дебютувала на сцені Комеді Франсез. У 1791-му в трупі виник розкол через антимонархічну драму Шеньє Карл IX. Вона спочатку приєдналася до «патріотів» на чолі з Тальма, але потім перейшла до «аристократів» (вони виступали в театрі Сен-Жермена, нині це театр Одеон). У 1793 році зіграла там роль Лаури в п'єсі Колле д'Арлевілля «Старий холостяк».
Виконала головну роль у п'єсі Франсуа де Нефшато «Памела, або винагороджена чеснота» (1793), після чого в моду увійшли солом'яні капелюшки а ля Памела.
Однак Комітет громадського порятунку визнав п'єсу роялістською, театр був закритий, автор і актори заарештовані. Актриса ледве уникла гільйотини. Звільнена після Термідоріанського перевороту. Згодом виступала в театрі Фейдо.
Вела розкішне життя в епоху Директорії, була утриманкою декількох багатих і знатних персон того часу, включаючи Поля Барраса.
У грудні 1797 році покинула сцену на вимогу чоловіка Мішеля-Жана Сімона. Дала кілька виступів в 1807 році, але більше в театрі не грала.

## Ланж як модель
Ланж була натурницею для декількох художників. Кілька разів вона була моделлю для Жироде Тріозона. Однак один з портретів їй не сподобався, і вона ультимативно зажадала від художника видалити його з виставки в Салоні 1799 року. Той помстився моделі, через кілька днів виставивши її портрет у вигляді Данаї як повії, яка збирає золоті монети, і надавши гротескний вигляд її чоловікові (індик) та одному з багатих коханців (людина в масці із золотою монетою в оці).